# Georgios Charalampoglou
Georgios Charalampoglou (Grieks: Γεώργιος Χαραλαμπόγλου) (Thessaloniki, 5 november 2004) is een Grieks voetballer die doorgaans als aanvaller speelt. Hij komt uit voor Jong FC Utrecht.

## Clubcarrière
Charalampoglou begon met voetballen voor de lokale club Niki Efkarpias, waarna hij werd overgenomen door Fiorentina. Na één jaar ging hij naar de jeugdopleiding van Olympiakos, waar hij zijn professionele debuut maakte voor het B-elftal in de Super League 2.
Medio 2024 maakte hij de overstap naar de jeugdopleiding van FC Utrecht, waar hij aansloot bij de beloftes in de Eerste divisie. Hij debuteerde in de openingswedstrijd van het seizoen tegen Helmond Sport (1-1). Hij kwam in de 73e minuut in de ploeg voor Tijn den Boggende. Op 13 december 2024 maakte hij zijn eerste doelpunt tegen Vitesse (1-2) en twee weken later scoorde hij twee keer tegen Helmond Sport (3-1).

## Statistieken
| Seizoen | Club            | Competitie     | Competitie | Competitie | Beker | Beker | Overig | Overig | Totaal | Totaal |
| Seizoen | Club            | Competitie     | Wed.       | Dlp.       | Wed.  | Dlp.  | Wed.   | Dlp.   | Wed.   | Dlp.   |
| ------- | --------------- | -------------- | ---------- | ---------- | ----- | ----- | ------ | ------ | ------ | ------ |
| 2022/23 | Olympiakos B    | Super League 2 | 1          | 0          | 0     | 0     | 0      | 0      | 1      | 0      |
| 2023/24 | Olympiakos B    | Super League 2 | 0          | 0          | 0     | 0     | 0      | 0      | 0      | 0      |
| 2024/25 | Jong FC Utrecht | Eerste divisie | 31         | 5          | 0     | 0     | 0      | 0      | 31     | 5      |
| Totaal  | Totaal          | Totaal         | 32         | 5          | 0     | 0     | 0      | 0      | 32     | 5      |

Bijgewerkt op 16 juni 2025.